# Franz Wehrl
Franz Wehrl OSFS (* 19. Oktober 1932 in Illschwang; † 9. Dezember 2010 in Eichstätt) war ein deutscher römisch-katholischer Geistlicher und Professor für Kirchengeschichte.

## Leben
Von 1951 bis 1952 absolvierte er das Noviziat im Salesianum Rosental. Seine erste Profess legte er am 28. August 1952 ab. Am 28. August 1955 legte er die Ewigen Profess ab. Von 1953 bis 1958 studierte er Theologie an der Katholischen Hochschule in Eichstätt. Am 16. Juni 1957 empfing er in Eichstätt die Weihe zum Diakon und am 29. Juni 1958 die Priesterweihe. 1962 ging er nach Wien, um dort Geschichte und Germanistik für das Lehramt zu studieren. An der Universität Eichstätt lehrte er als Professor für Kirchengeschichte an der Fakultät für Religionspädagogik (1978–1996).

## Schriften (Auswahl)
- Franz von Sales zwischen den Fronten. Der politische und kirchengeschichtliche Hintergrund des hl. Franz von Sales im Zeitalter von Reformation und Gegenreformation. Eichstätt 2000, ISBN 3-7721-0215-8.
- Franz von Sales im Dienst der Kirchendiplomatie. Auswertung seiner einschlägigen Denkschriften und Briefe vom Ende des 16. bis Anfang des 17. Jahrhunderts. München 2001, ISBN 3-8267-1194-7.
- Vertreibung und Neubeginn. Ein Beitrag zur Gründungsgeschichte der Kongregation der Oblaten des hl. Franz von Sales. Eichstätt 2004, ISBN 3-7721-0268-9.
- Die Schriften des hl. Franz von Sales. Eine literarhistorische und quellenkundliche Studie. Würzburg 2005, ISBN 3-429-02682-2.